# Tòa án cấp cao Anh và Wales

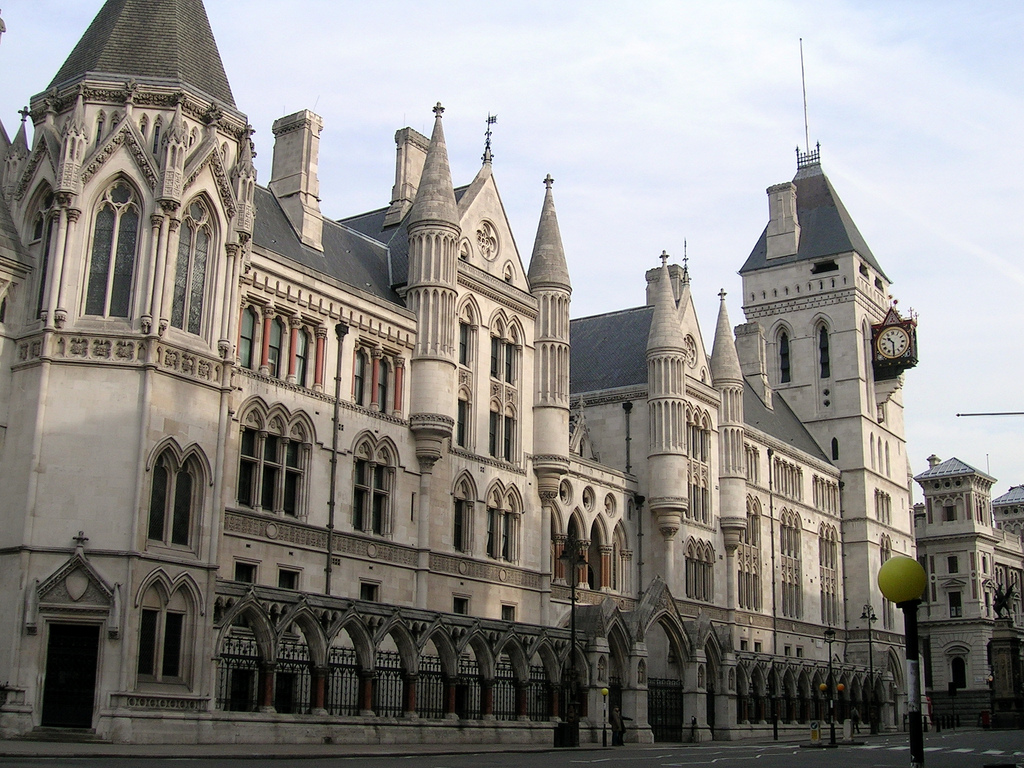
Viện Tư pháp Hoàng gia tại Thành phố Westminster, là trụ sở của tòa án

Tòa án cấp cao tại Luân Đôn, tên chính thức là Tòa án cấp cao Quốc vương Bệ hạ tại Anh (His Majesty's High Court of Justice in England), cùng với Tòa án phúc thẩm và Tòa án hoàng thất là Khối tòa án cấp cao của Anh và Wales. Tên của tòa án được viết tắt là EWHC để trích dẫn pháp lý.
Tòa án cấp cao xét xử sơ thẩm với tất cả các trường hợp có giá trị và tầm quan trọng cao, đồng thời có thẩm quyền giám sát đối với tất cả các tòa án và tòa án cấp dưới, với một vài ngoại lệ theo luật định.

## Lịch sử
Tòa án cấp cao được thành lập vào năm 1875 theo Đạo luật tư pháp tối cao năm 1873. Đạo luật sáp nhập tám sân-the English hiện Court of Chancery, các Tòa án Bench Queen, Tòa án của Common Pleas, Tòa án cấp Bộ trưởng Tài chính, các Tòa án Tối cao của Admiralty, các Tòa án Di chúc, các Tòa án ly hôn và hôn nhân, và Tòa án Phá sản Luân Đôn thành Tòa án Tối cao mới (nay là Tòa án cấp cao của Anh và Wales). Tòa án cấp cao mới được chia thành Tòa phúc thẩm, nơi thực hiện quyền kháng án phúc thẩm và Tòa án tối cao, nơi thực hiện thẩm quyền đầu tiên.